# گوارا (بخش فدرال)
گوارا (به پرتغالی: Guará) یک منطقهٔ مسکونی در برزیل است که در ناحیه فدرال (برزیل) واقع شده‌است.